# کندن

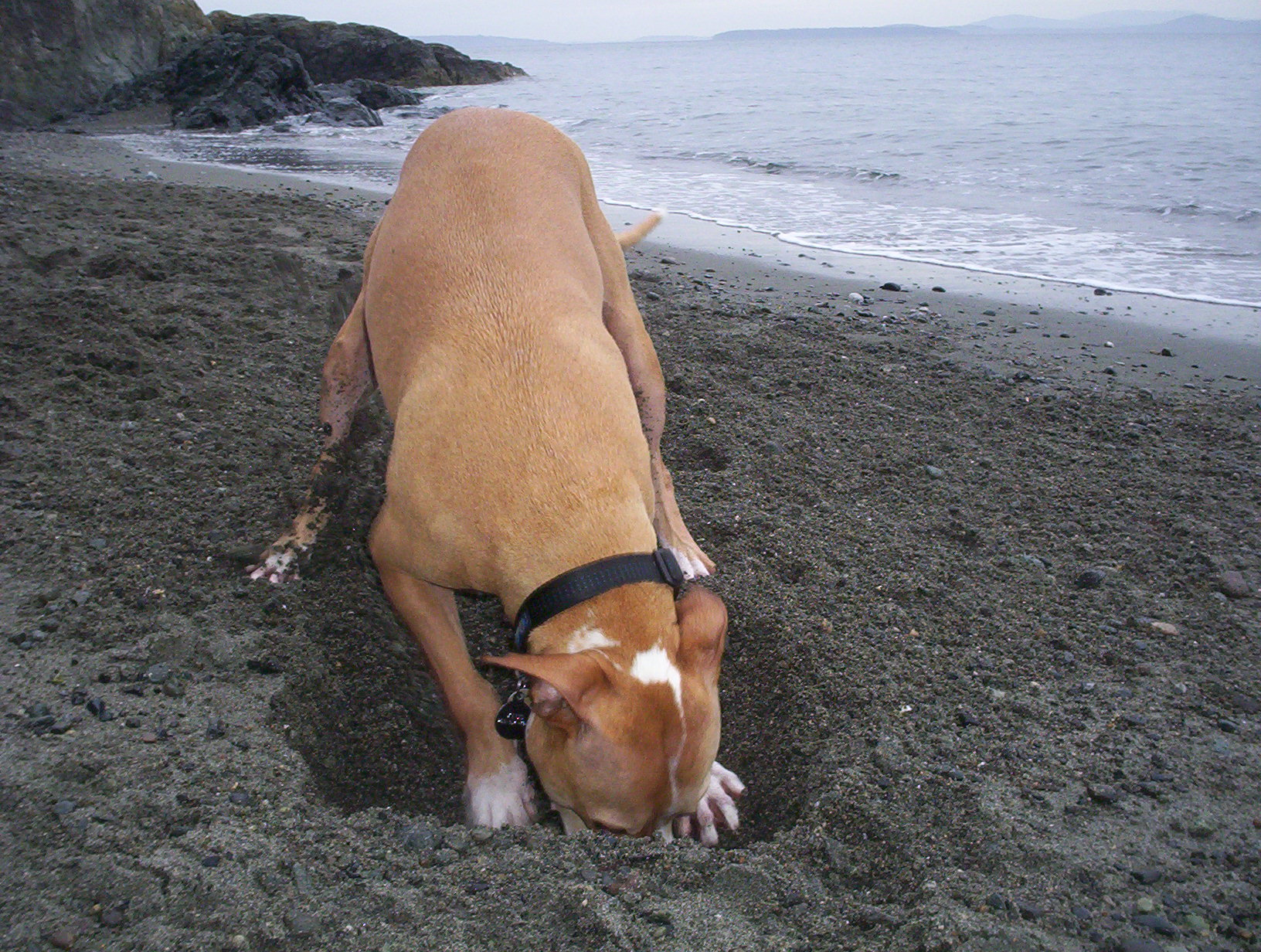
سگی در ساحل کندن یک گودال

کندن (به انگلیسی: Digging) یا حفاری (Excavation)، فرایند استفاده از ابزارهایی مانند پنجه، دست، ابزار دستی یا تجهیزات سنگین برای حذف مواد از سطح جامد، معمولاً خاک یا ماسه روی سطح زمین است. حفاری در واقع ترکیبی از دو فرایند است، اول شکستن یا برش سطح و دوم حذف و جابجایی مواد یافت‌شده در آنجا. در یک موقعیت ساده، این کار ممکن است در یک حرکت و همزمان انجام شود، با استفاده از ابزار حفاری برای شکستن سطح و خارج کردن فوری مواد از گودال، سوراخ یا ساختار دیگری که حفر شده است.
دلایل بسیاری وجود دارد که انسان به دلیل آن‌ها گودال، سنگرها و سایر سازه‌های زیرسطحی را ایجاد می‌کند. مدتهاست دیده شده است که انسان‌ها تمایل غریزی به کندن سوراخ در زمین دارند که در دوران کودکی پدیدار می‌شود.

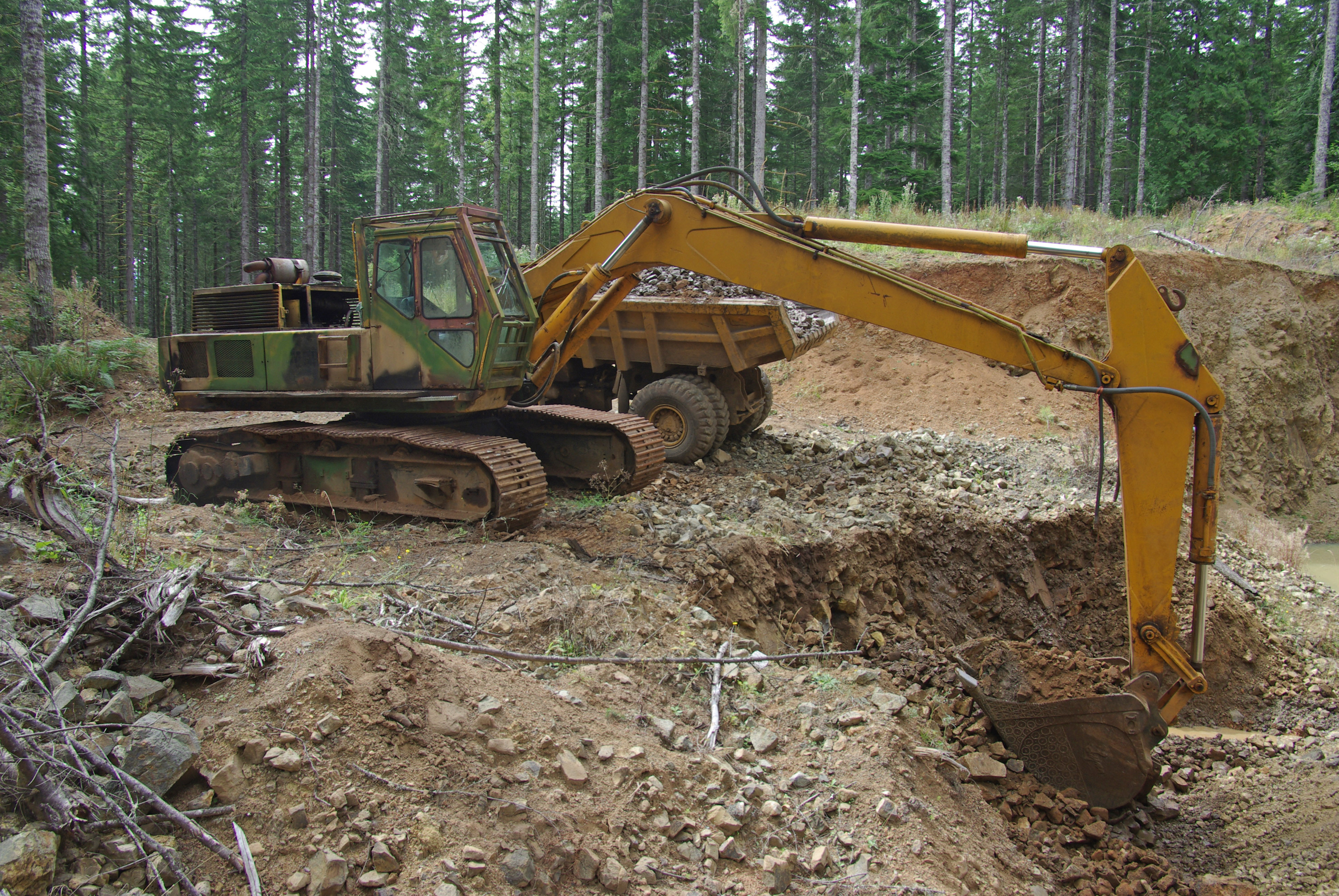
یک بیل مکانیکی در حال کار در یک گودال

در ساخت‌وساز و مهندسی عمران، گودال borrow pit، که همچنین به عنوان جعبه شن و ماسه شناخته می‌شود، منطقه‌ای است که در آن مواد (معمولاً خاک، شن یا ماسه) برای استفاده در مکان دیگری کنده می‌شود. گودال شن را می‌توان در نزدیکی بسیاری از پروژه‌های ساختمانی بزرگ یافت. به عنوان مثال، ممکن است خاک برای پر کردن یک خاکریز برای بزرگراه، خاک رس برای استفاده در آجرسازی، شن برای ساخت بتن و غیره کنده‌کاری شود.

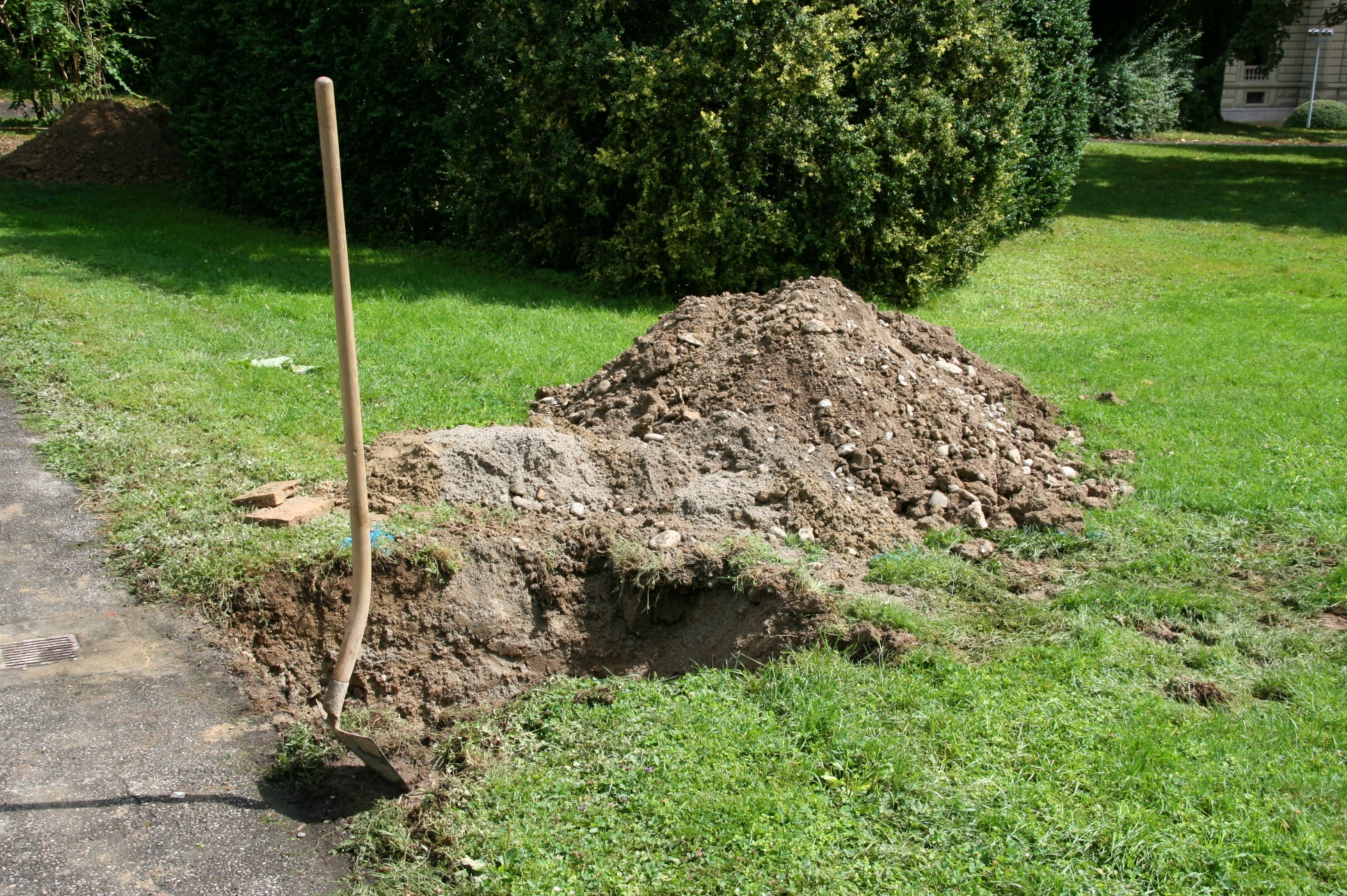
بیل در کنار چاله کنده‌شده در باغ.

سراسرنما از یک دریاچه ساخته‌شده «جوان» در منطقه Fürstenfeldbruck آلمان.